# Charmosyna diadema
Charmosyna diadema là một loài chim trong họ Psittacidae.